# Campelles
Campelles (spanisch Campellas) ist eine Gemeinde (municipio) in der spanischen Provinz Girona in Katalonien mit 165 Einwohnern (Stand: 2024). 

## Lage
Campelles liegt in den Pyrenäen etwa 78 Kilometer nordwestlich von Girona in einer Höhe von ca. 1145 m. 

## Bevölkerungsentwicklung
| Jahr      | 1970 | 1981 | 1991 | 2001 | 2011 | 2021 |
| Einwohner | 413  | 215  | 138  | 120  | 135  | 149  |

## Sehenswürdigkeiten

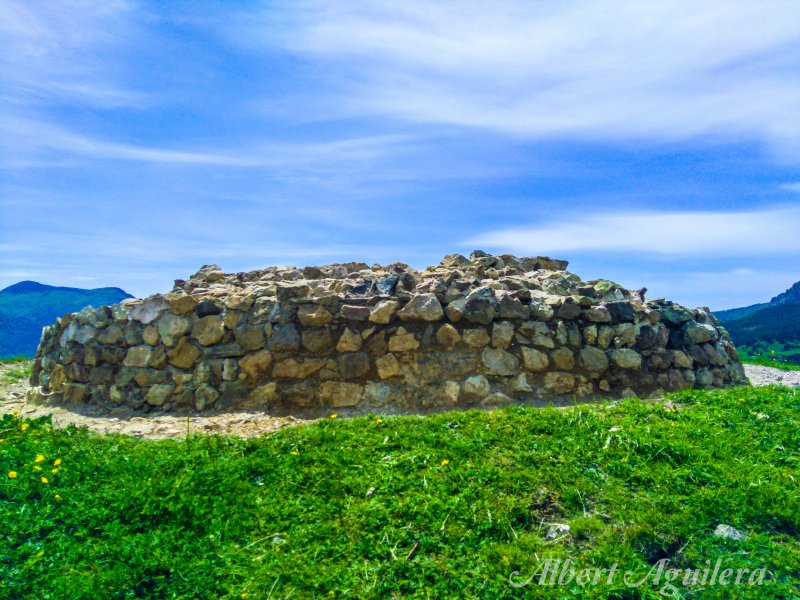
Burgruine von Campelles
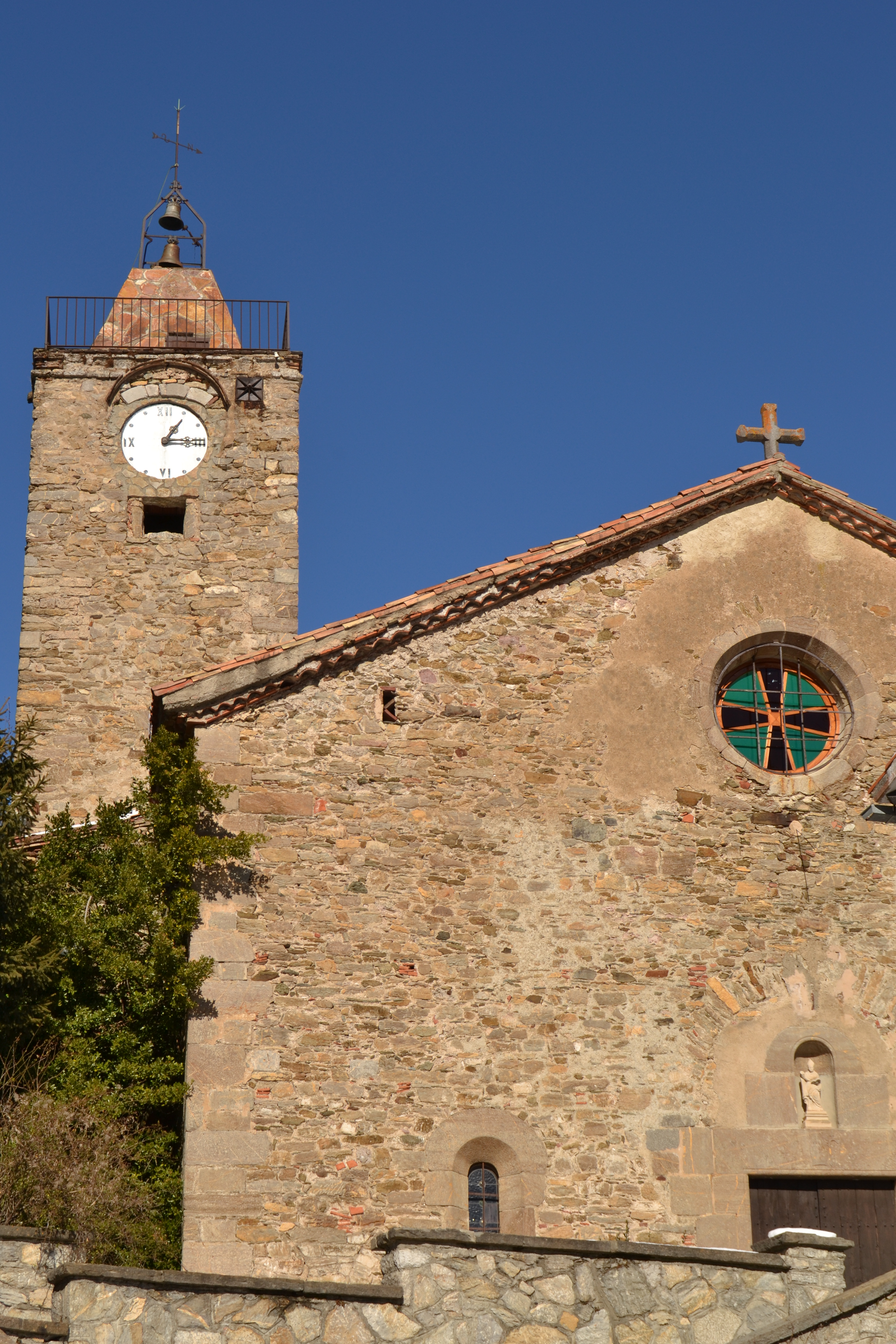
Martinskirche
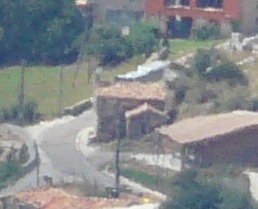
Bartholomäuskapelle

- Burgruine von Campelles
- Martinskirche
- Bartholomäuskapelle